# Heide Schmidt

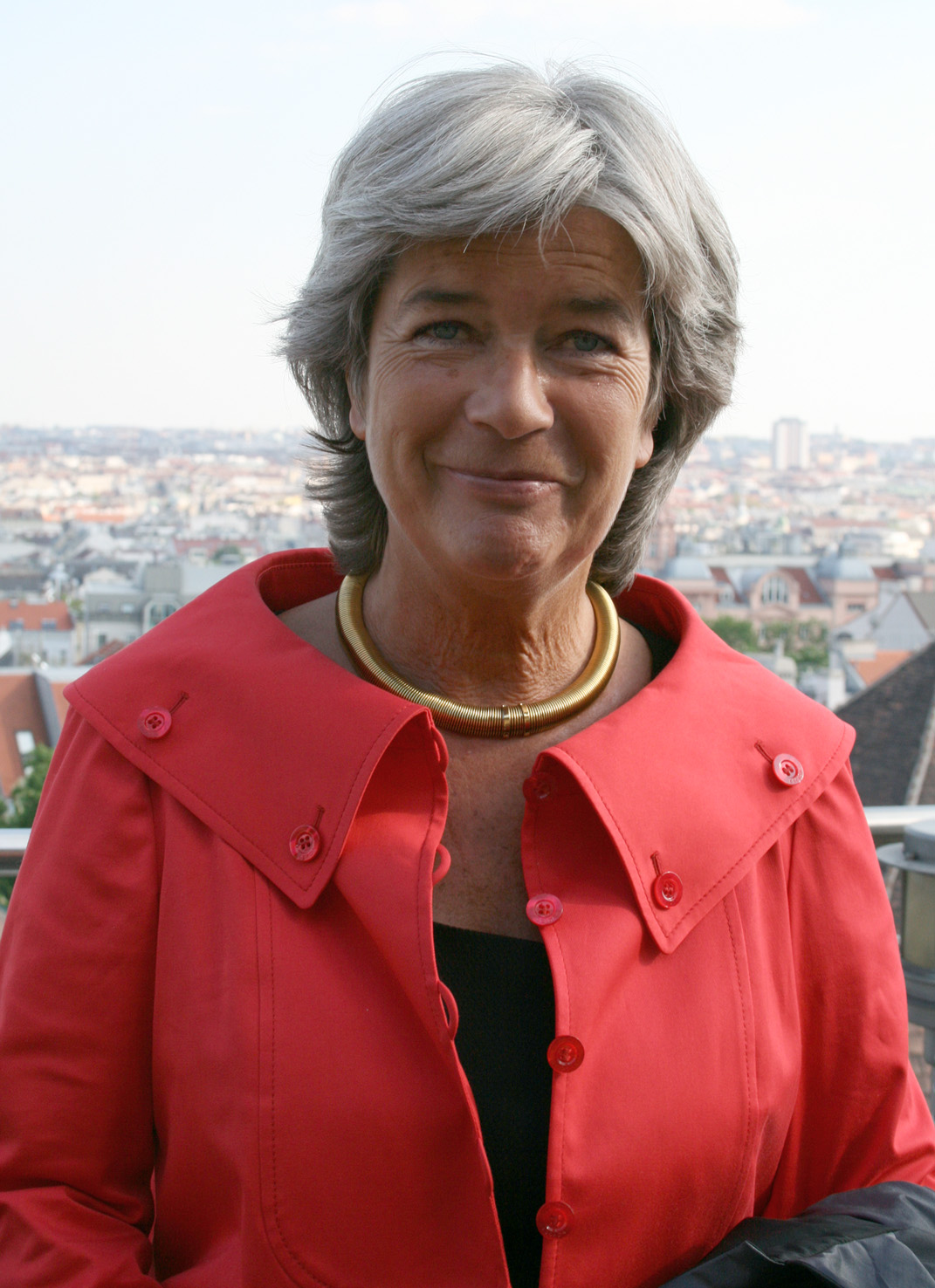
Heide Schmidt (Wien 2008)

Heide Schmidt, geb. Kollmann (* 27. November 1948 in Kempten (Allgäu)), ist eine österreichische Politikerin (zunächst FPÖ, ab 1993 LIF, seit 2014 NEOS) und Juristin. Sie war von 1987 bis 1990 Mitglied des Bundesrates, anschließend bis 1999 Abgeordnete zum Nationalrat und von 1990 bis 1994 dessen Dritte Präsidentin. Sie war 1993 Mitgründerin des Liberalen Forums und bis 2000 dessen Bundessprecherin.

## Biografie
Heide Schmidt kam als Tochter sudetendeutscher Vertriebener in Kempten zur Welt. Nach der Scheidung ihrer Eltern übersiedelte sie 1950 mit Mutter und Schwester von Kempten nach Wien. Nach der Matura 1966 studierte sie an der Universität Wien Rechtswissenschaften und promovierte zum Dr. iur. Nach ihrer Scheidung behielt Schmidt den Namen ihres früheren Ehemannes bei und arbeitete bis 1988 als Assistentin der Volksanwaltschaft in Wien. Während dieser Zeit war sie im Rahmen einer Beratungssendung für den Österreichischen Rundfunk tätig. Etwa zeitgleich absolvierte sie das Studium der Sozial- und Wirtschaftswissenschaften.
Heide Schmidt war seit 1973 Mitglied der FPÖ. 1988 wurde sie Generalsekretärin der FPÖ, von 1990 bis 1993 war sie Stellvertreterin des Bundesparteiobmanns der FPÖ (Jörg Haider). 1992 trat sie auf Betreiben Haiders als Kandidatin der FPÖ bei der Bundespräsidentenwahl an. Von 1987 bis 1990 war sie Mitglied des Bundesrats und während der gesamten Zeitspanne von 1990 bis 1999 Abgeordnete zum Nationalrat (seit 1993 für das Liberale Forum). Zwischen 1990 und 1994 war sie zugleich Dritte Präsidentin des Nationalrats. Von 1992 bis 1999 war sie Mitglied des Kuratoriums der Friedrich-Naumann-Stiftung.
1993 verließ sie gemeinsam mit anderen liberal eingestellten Parteimitgliedern wie Friedhelm Frischenschlager, Klara Motter und Thomas Barmüller die FPÖ. Auslöser der Trennung war das von der FPÖ unter Haider initiierte Volksbegehren Österreich zuerst, das sich gegen Ausländer im Allgemeinen und Zuwanderer im Speziellen richtete. Am 4. Februar 1993, drei Tage nach Ende der Eintragungsfrist für das Volksbegehren, gaben sie ihren Austritt aus der FPÖ und die Gründung der neuen Partei Liberales Forum (LIF) bekannt. Zur FPÖ unter Jörg Haiders Führung gab es auch grundlegende Auffassungsunterschiede in der EG-Politik, dem Minderheitenschutz, der Ausländerintegration und dem politischen Stil.
Schmidt stand mehrere Jahre an der Spitze des LIF, das sich bei den ersten Wahlteilnahmen erfolgreich schlug (1994 6 % und 1995 5,5 % bei den Nationalratswahlen) und auch den Einzug in drei Landtage schaffte (1996 in Wien mit 8 % der Stimmen, weiters in Niederösterreich und der Steiermark). Als Vertreterin des LIF trat sie bei den Bundespräsidentschaftswahlen 1998 an, die jedoch der Amtsinhaber Thomas Klestil (ÖVP) bereits im ersten Wahlgang für sich entscheiden konnte.
Bei der Nationalratswahl 1999 scheiterte das Liberale Forum knapp an der Vier-Prozent-Hürde, Schmidt schied danach zunächst aus der Tagespolitik aus. Sie wurde Vorsitzende des auf ihre Initiative hin gegründeten Instituts für eine offene Gesellschaft, einer parteiunabhängigen Privatstiftung mit Trägern aus der Wirtschaft und verschiedenen Bereichen des öffentlichen Lebens, das bis 2009 bestand.
Ab dem Jahr 2000 moderierte Schmidt alternierend mit Dieter Moor die ATV-Gesprächsrunde Headline Talk.
Im Juli 2008 kehrte sie wieder in die Tagespolitik zurück und trat als Spitzenkandidatin für das Liberale Forum bei den vorgezogenen Nationalratswahlen 2008 an. Aufgrund des Rücktrittes Alexander Zachs als Parteichef übernahm sie am 23. September 2008 interimistisch die Parteiführung. Da das LIF bei der Nationalratswahl mit einem Stimmenergebnis von 2,1 % an der Vier-Prozent-Hürde scheiterte, erklärte sie am 30. September 2008 ihren endgültigen Rückzug aus der Politik.
Seither engagiert sie sich im sozialen und demokratie-politischen Bereich. In Folge der Fusionierung des Liberalen Forums mit den NEOS zu NEOS – Das Neue Österreich und Liberales Forum im Jänner 2014 ist Heide Schmidt Mitglied der NEOS.
Im Studienjahr 2009/10 war Heide Schmidt Gastprofessorin (sogenannte Politikerin in Residence) an der Fakultät für Soziale und Politische Wissenschaften der Universität Innsbruck.

## Publikationen
- Die Idee der offenen Gesellschaft. Wien 2001.
- Ich seh das so: Warum Freiheit, Feminismus und Demokratie nicht verhandelbar sind. Brandstätter, Wien 2020, ISBN 978-3-7106-0485-0.